# Itter (Tyrol)
Pour les articles homonymes, voir Itter.
Itter est une commune autrichienne du district de Kitzbühel dans le Tyrol.

## Géographie
La commune est située à 18 km à l'ouest de Kitzbühel. Le village repose sur une terrasse surplombant la vallée Brixental (en). Sa principale source de revenu est le tourisme. Il compte 1 115 habitants.

## Histoire
Le village est dominé par le château d'Itter (en allemand Schloss Itter), connu pour avoir servi de lieu de détention pour un certain nombre de personnalités et officiers généraux français pendant la Seconde Guerre mondiale.
"Les prisonniers étaient traités avec grande politesse, les gardiens SS leur devaient le salut. Certes, ils ne pouvaient pas quitter le château, mais ils étaient libres de leur temps. Le champion de tennis Borotra obtint la construction d'un court de tennis dans la cour, où il organisait des matchs, avec en prix du chocolat et du vin. Les prisonniers avaient livres et journaux à leur disposition, ils pouvaient recevoir des colis et des lettres censurées. L'écoute de stations radios allemandes était autorisée. Les otages pouvaient aller sous bonne garde chez le médecin à Innsbruck...
Plusieurs jours après le décès de Hitler, des soldats américains, aidés par des soldats allemands qui s'étaient rendus lors de la prise du château, les prisonniers à peine libérés, et leurs compagnes, repoussèrent une attaque de SS qui tentaient de reprendre la fortification.

## Personnalités otages
- Jean Borotra, joueur de tennis et ministre des Sports du gouvernement de Vichy
- André François-Poncet Ambassadeur de France en Allemagne
- Maurice Gamelin Généralissime des Forces Armées Françaises
- Léon Jouhaux Syndicaliste français
- Albert Lebrun Président de la République française.
- Francesco Saverio Nitti Président du Conseil provenant du Parti radical historique italien
- Maxime Weygand Général, ministre du gouvernement de Vichy